# Chim cổ rắn châu Mỹ
Chim cổ rắn châu Mỹ, tên khoa học Anhinga anhinga, là một loài chim trong họ Anhingidae.

## Hình ảnh

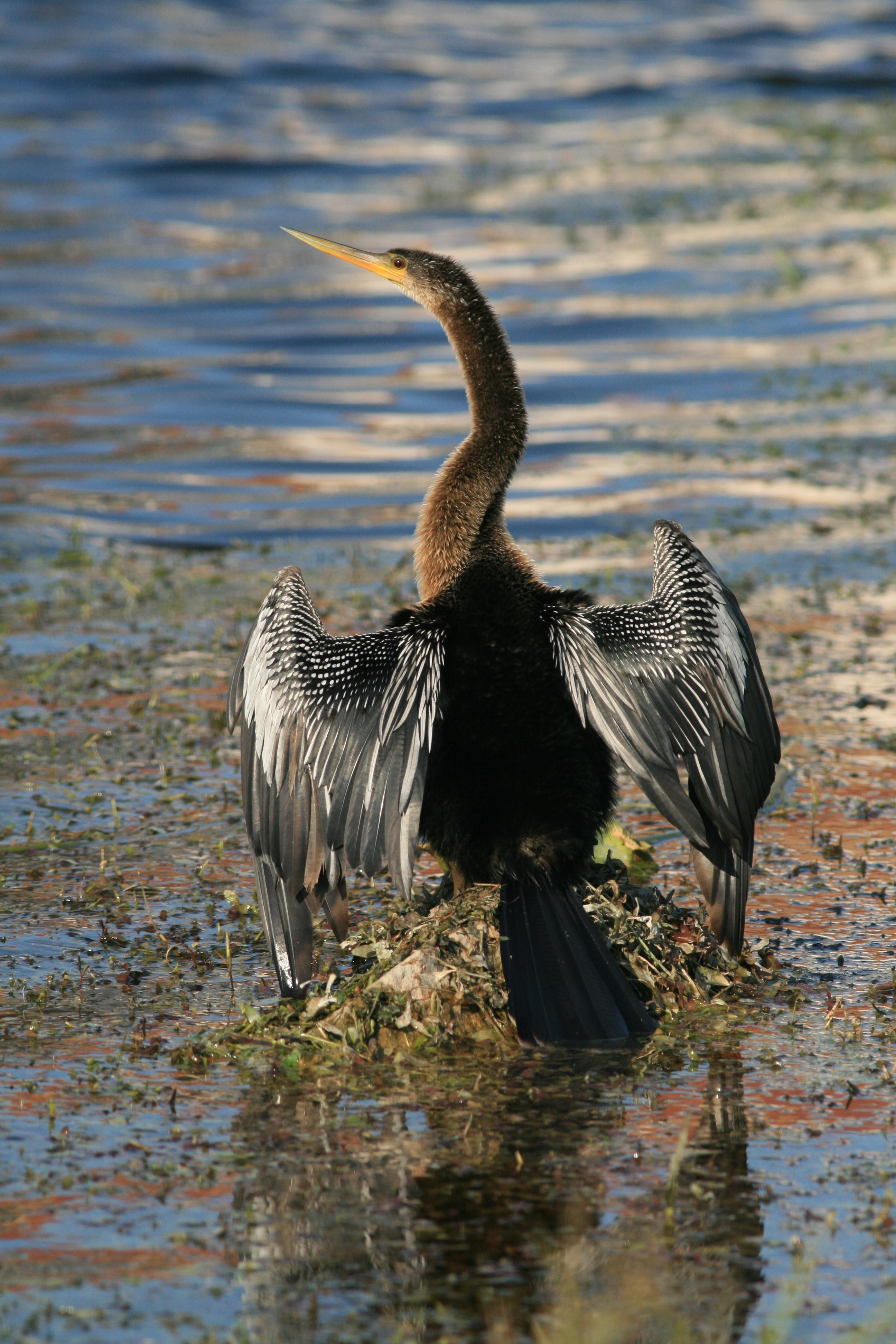
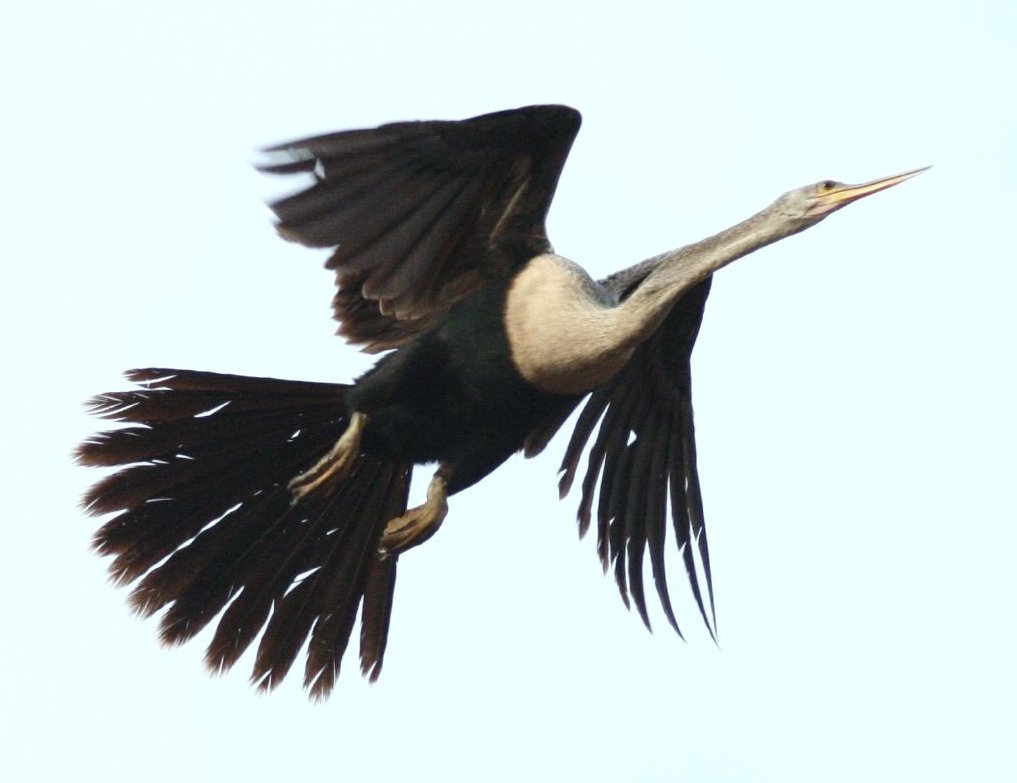
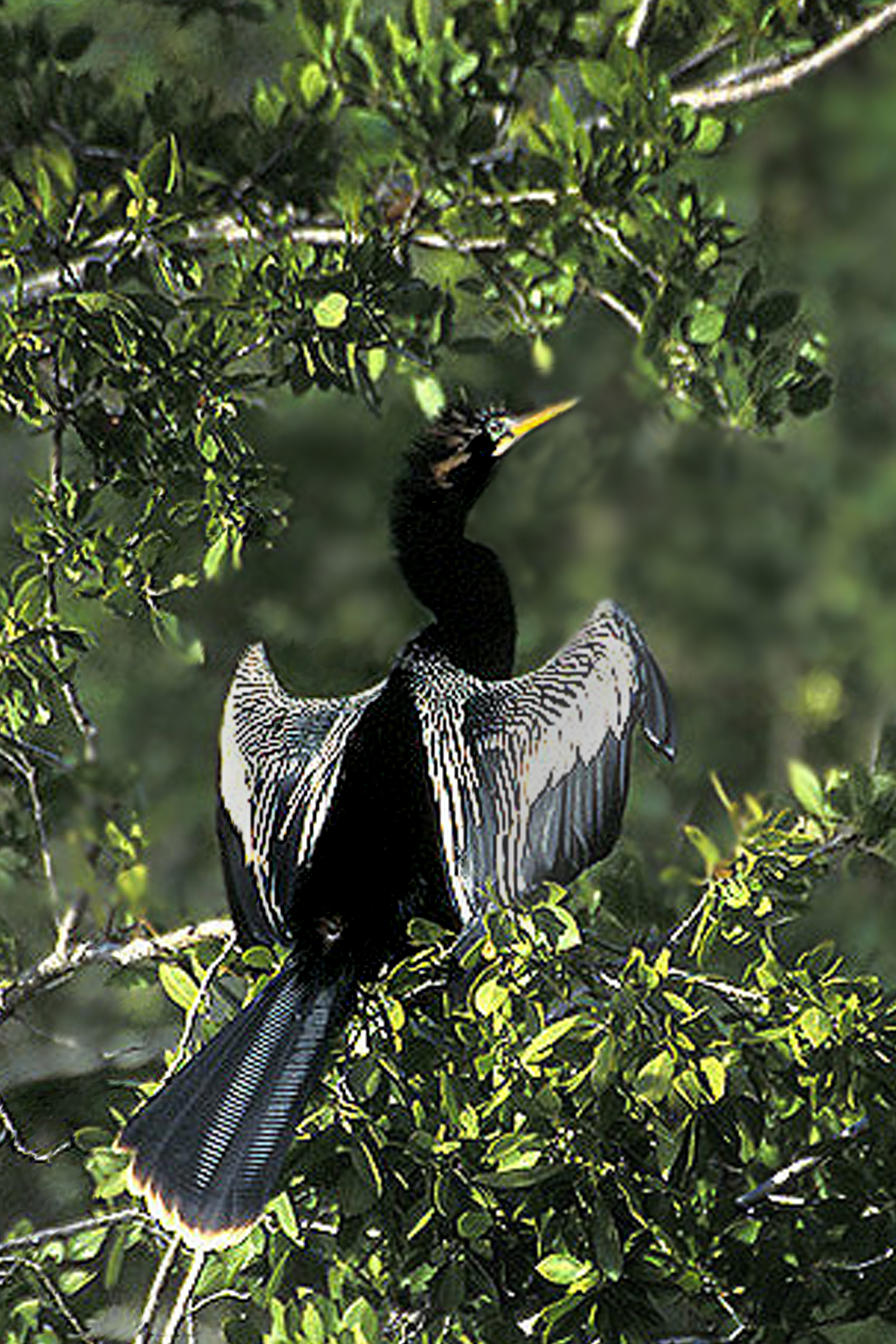
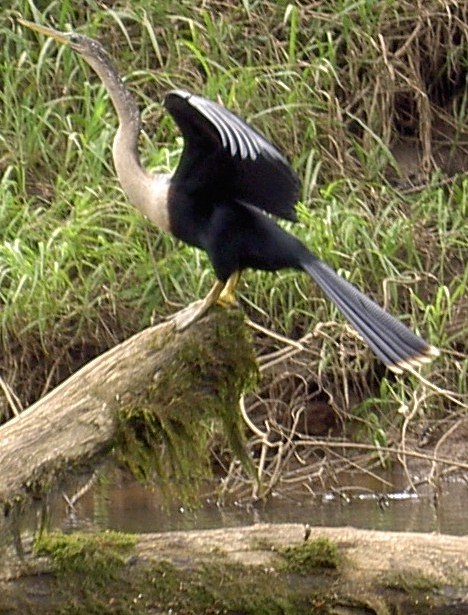
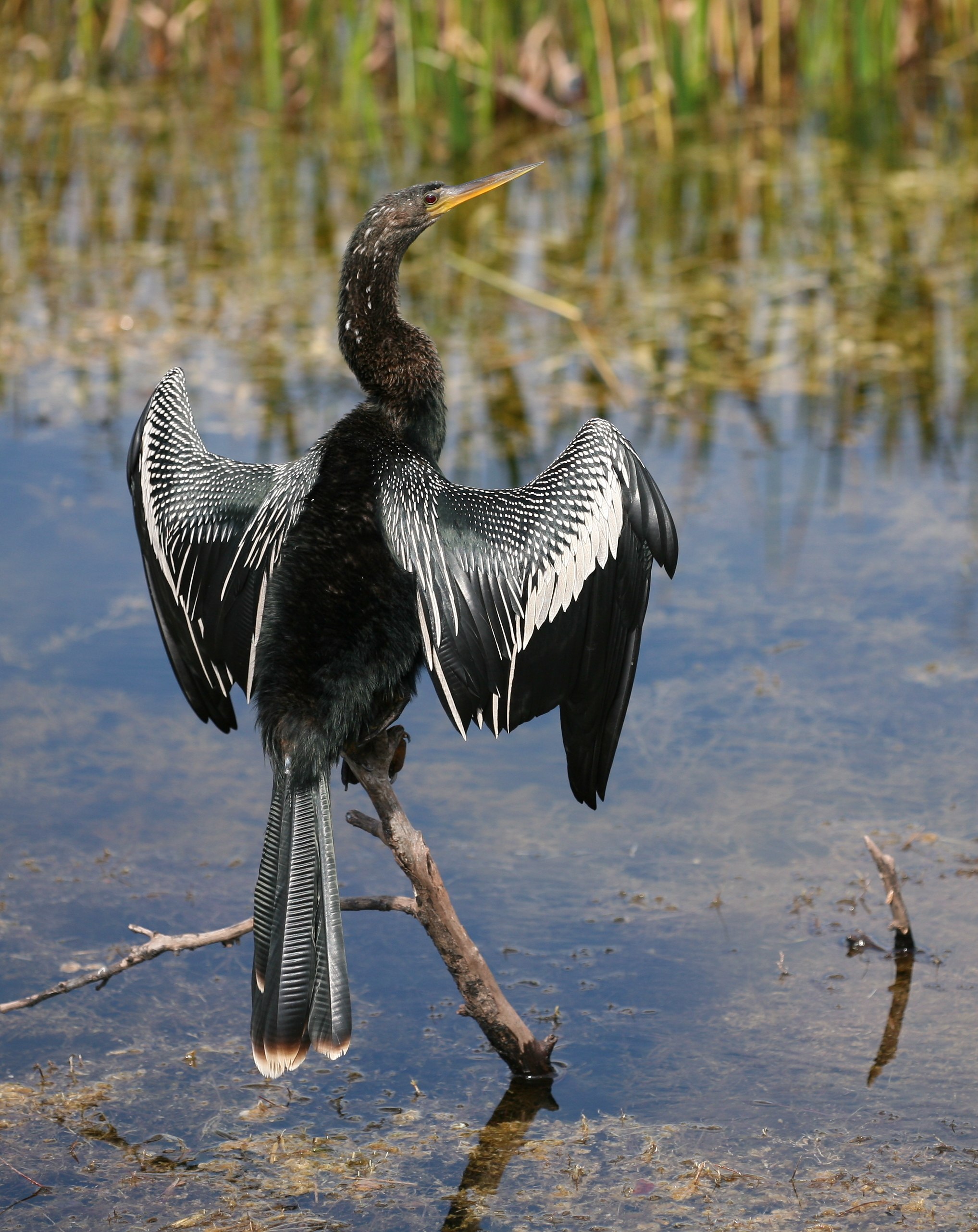
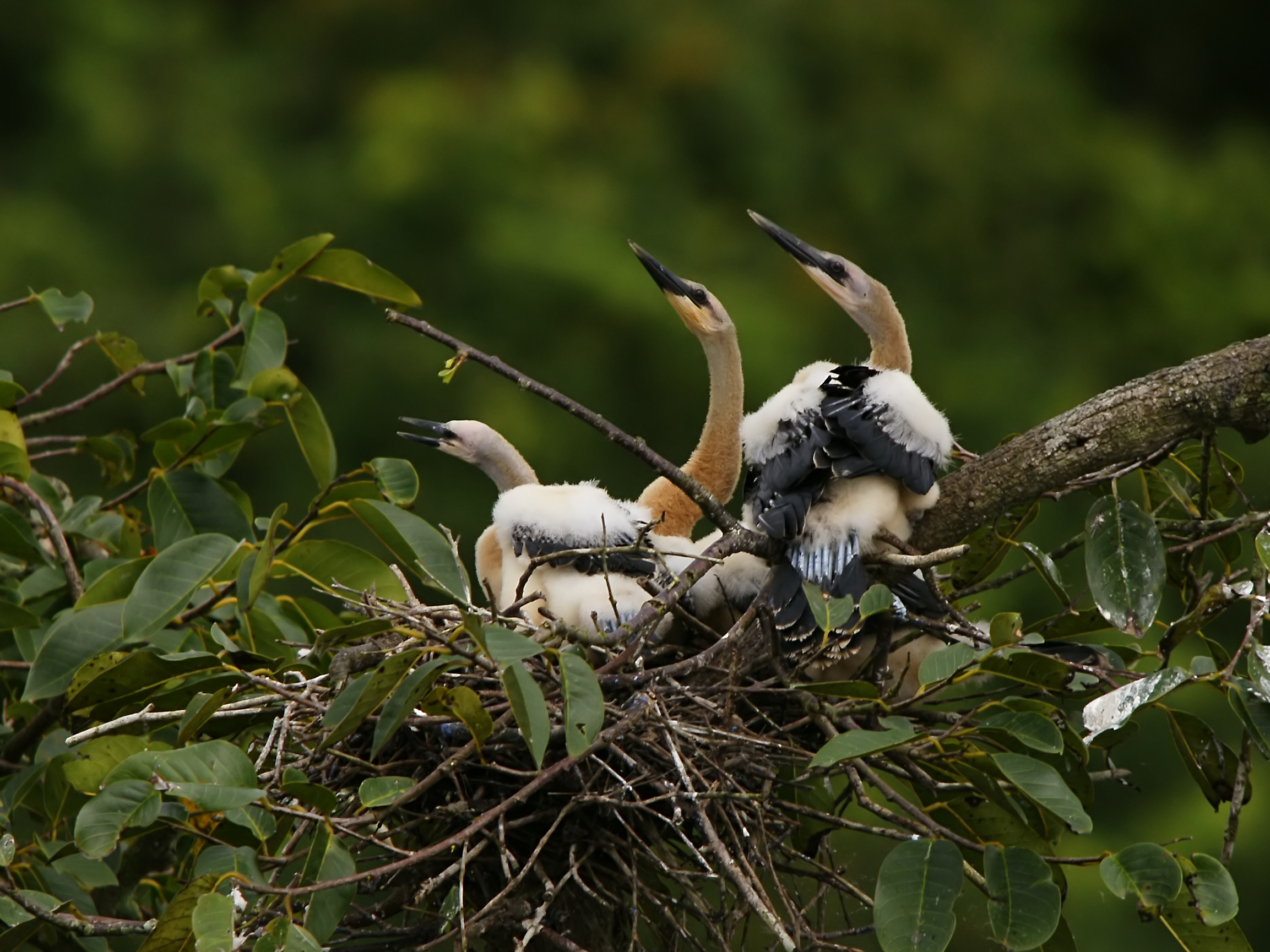
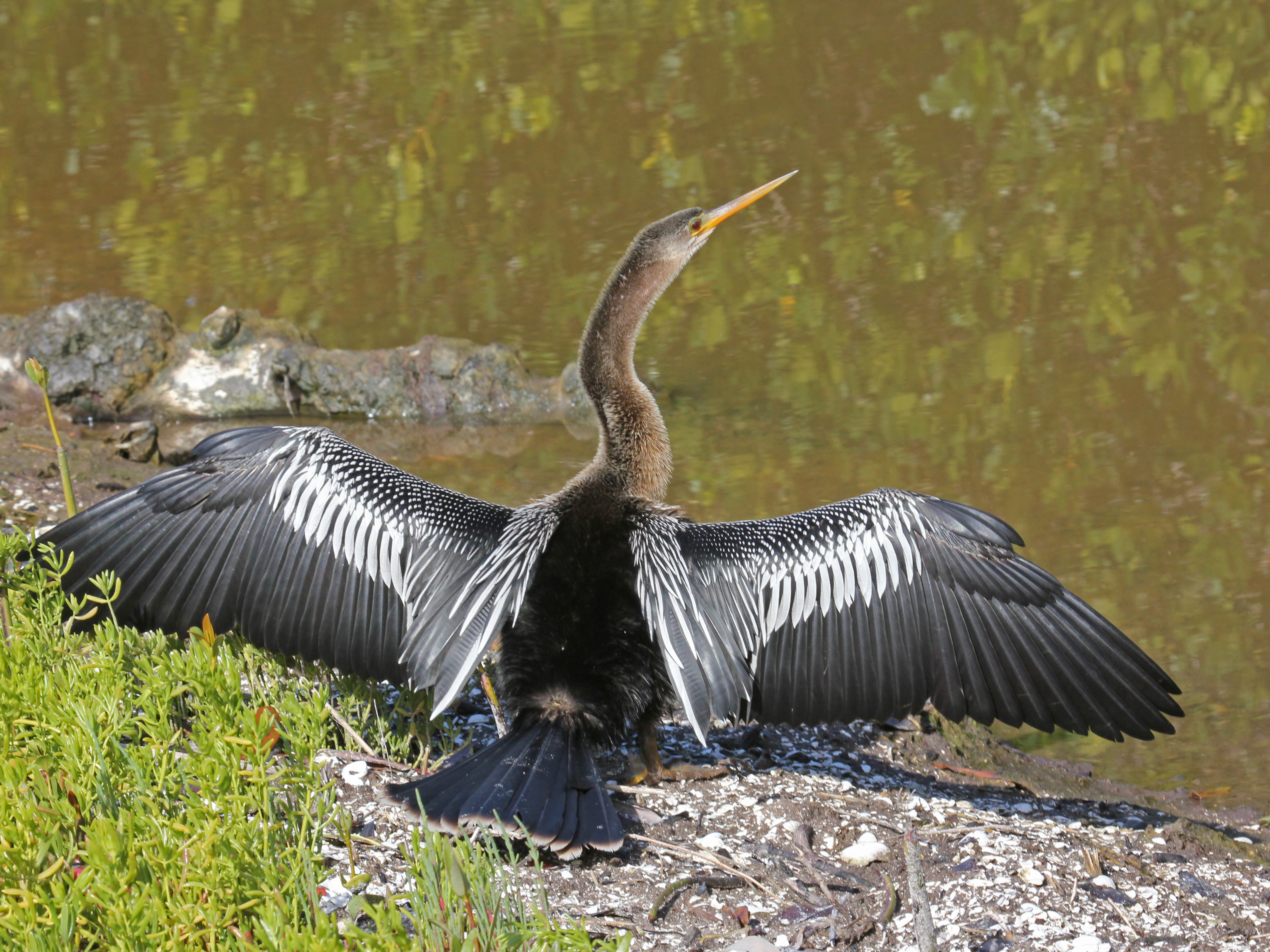

- Tập tin:Tập